# Kasteel van Hoen

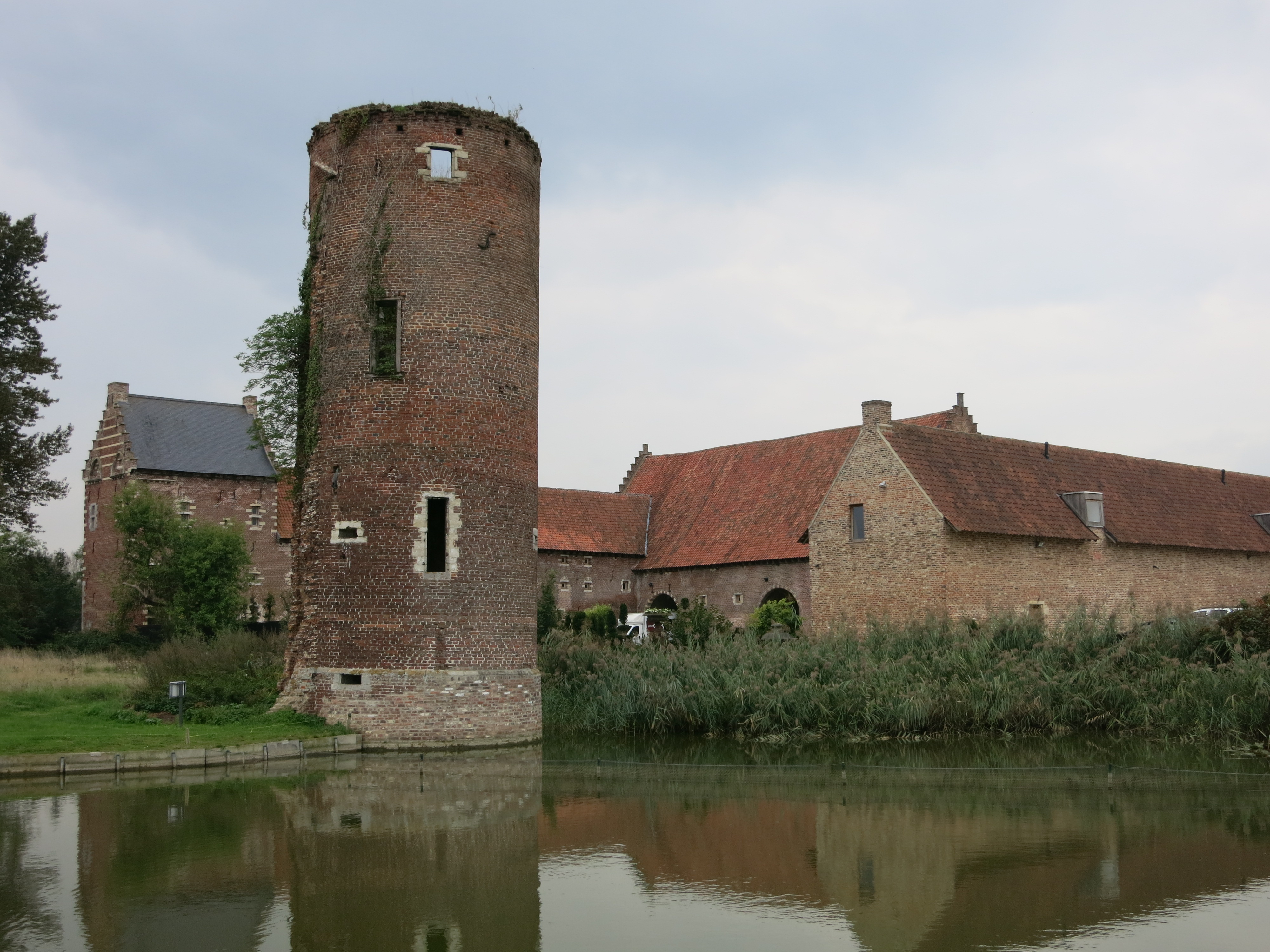
Torenruïne

Het Kasteel van Hoen (ook: Kasteel van Rummen) is een voormalig kasteel in de tot de Vlaams-Brabantse gemeente Geetbets behorende plaats Rummen, gelegen aan de Kasteellaan 17.

## Geschiedenis
Rummen maakte vanouds deel uit van het Graafschap Loon. De familie Hoen verwierf in de loop van de 16e eeuw geleidelijk een groot gebied in Rummen en eind 16e eeuw was Rummen in bezit van Guillaume Hoen de Cartiels. Zijn zoon, Jean Hoen, verwierf de titel van graaf. In 1629 liet hij een nieuw kasteel bouwen. In 1657 werd dit door brand getroffen.
Op prenten uit de 17e en 18e eeuw was sprake van een burcht op vierkante plattegrond, een voorburcht en een hoeve. Het was een versterkt waterkasteel dat echter in de eerste decennia van de 18e eeuw van zijn militaire functie was ontdaan en een meer comfortabele woning iis geworden. De grachten werden gevoed door de Philippebeek.
Tijdens de Franse Revolutie werd het kasteel, wegens geldgebrek van de eigenaars, verkocht. Kort na 1887 zou het worden gesloopt.

## Gebouw
De U-vormige kasteelhoeve bleef grotendeels bewaard, hoewel twee vierkante hoektorens zijn verdwenen en de stallen zijn ingestort.
Van het 17e-eeuwse kasteel rest een tot ruïne vervallen hoektoren. Deze staat in een vijver die een restant van de omgrachting vormt.